# Бобровка (Верхньосалдинський міський округ)
Бобро́вка (рос. Бобровка) — селище у складі Верхньосалдинського міського округу Свердловської області.
Населення — 26 осіб (2010, 34 у 2002).
Національний склад населення станом на 2002 рік: росіяни — 73 %.